# Wilhelm Schitli
Wilhelm Schitli (* 26. Juni 1912 in Osnabrück; † 31. März 1945  (vermisst)) war ein deutscher SS-Hauptsturmführer und Schutzhaftlagerführer im KZ Neuengamme.  

## Leben
Wilhelm Schitli war der älteste Sohn des Zigarrenmachers Gerhard Schitli und dessen Frau Luise. Schitli machte nach dem Besuch der Mittelschule in Osnabrück ab 1928 eine Lehre als Installateur und trat zum 15. März 1933 der SS bei (SS-Nummer 88.647). Zum 1. Mai 1933 schloss er sich der NSDAP an (Mitgliedsnummer 2.907.236). Er war ab 10. September 1934 Angehöriger der Wachmannschaft des KZ Esterwegen und ab 1936 Rapportführer im KZ Sachsenhausen. Anfang 1940 war er kurzzeitig Zweiter Schutzhaftlagerführer im KZ Buchenwald und wurde im Zuge des Aufbaus des KZ Neuengamme im Frühjahr 1940 Erster Schutzhaftlagerführer im KZ Neuengamme. Zum 1. September 1941 wurde er zum Hauptsturmführer befördert. Ab Mitte Juli 1942 fungierte Schitli zusätzlich als Lagerkommandant des eigenständigen KZ Arbeitsdorf, einem Versuchsprojekt für die Rüstungsproduktion bei Wolfsburg, und löste auf diesem Posten Martin Gottfried Weiß ab. Nach der Einstellung dieses Projektes wurde er ab Oktober 1942 als Lagerkommandant des „Judenlagers“ beim SS-Truppenübungsplatz Heidelager bei Dębica (Polen) eingesetzt und verblieb auf diesem Posten bis September 1943. Anschließend erfolgte seine Versetzung zum Höheren SS- und Polizeiführer Ostland nach Riga. Schitli gilt seit dem 31. März 1945 als vermisst.